# Toledo Walleye
Toledo Walleye je profesionální americký klub ledního hokeje, který sídlí v Toledu ve státě Ohio. Do ECHL vstoupil v ročníku 2009/10 a hraje v Centrální divizi v rámci Západní konference. Své domácí zápasy odehrává v hale Huntington Center s kapacitou 7 389 diváků. Klubové barvy jsou křišťálová modř, námořnická modř, zlatá a bílá. Jedná se o farmu klubů Detroit Red Wings (NHL) a Grand Rapids Griffins (AHL).
Založen byl v roce 2009 po zániku Toleda Storm.

## Přehled ligové účasti
Zdroj:
- 2009–2016: East Coast Hockey League (Severní divize)
- 2016– : East Coast Hockey League (Centrální divize)